# 1980年レークプラシッドオリンピックの東ドイツ選手団
1980年レークプラシッドオリンピックの東ドイツ選手団（1980ねんレークプラシッドオリンピックのひがしドイツせんしゅだん）は、1980年2月13日から2月24日までアメリカ合衆国ニューヨーク州のレークプラシッドで開催された1980年レークプラシッドオリンピックの東ドイツ選手団、およびその競技結果。

## 概要
今大会では金メダル9個、銀メダル7個、銅メダル7個の計23個のメダルを獲得した。金メダル数と銀メダル数は過去最多、合計23個のメダルも過去最多となった。
ノルディック複合ではウルリヒ・ベーリンクが1972年札幌オリンピック、1976年インスブルックオリンピックに続いて金メダルを獲得し、3連覇を達成した。

## メダル
| メダル | 選手名                                                                                                  | 競技                   | 種目               |
| ------ | --- | ---------------------- | ------------------ |
| 金     | バーバラ・ペッツォルト                                                                                  | クロスカントリースキー | 女子10km           |
| 金     | マーリス・ロストック カローラ・アンディング フェロニカ・ヘッセ バーバラ・ペッツォルト                   | クロスカントリースキー | 女子4×5kmリレー    |
| 金     | ウルリヒ・ベーリンク                                                                                    | ノルディック複合       | 男子個人           |
| 金     | カリン・エンケ                                                                                          | スピードスケート       | 女子500m           |
| 金     | アネット・ペッチ                                                                                        | フィギュアスケート     | 女子シングル       |
| 金     | フランク・ウルリッヒ                                                                                    | バイアスロン           | 男子10kmスプリント |
| 金     | マインハルト・ネーマー ボドガン・ムシオル ベルンハルト・ジャーメスハウゼン ハンス＝ユルゲン・ゲルハルト | ボブスレー             | 男子4人乗り        |
| 金     | ベルンハルト・グラス                                                                                    | リュージュ             | 男子1人乗り        |
| 金     | ハンス・リン ノルベルト・ハーン                                                                         | リュージュ             | 男子2人乗り        |
| 銀     | マンフレート・デッケルト                                                                                | スキージャンプ         | 男子70m級          |
| 銀     | ザビーネ・ベッカー                                                                                      | スピードスケート       | 女子3000m          |
| 銀     | ヤン・ホフマン                                                                                          | フィギュアスケート     | 男子シングル       |
| 銀     | フランク・ウルリッヒ                                                                                    | バイアスロン           | 男子20km           |
| 銀     | マティアス・ユング クラウス・ジーベルト フランク・ウルリッヒ エバーハルト・ロッシュ                     | バイアスロン           | 男子4×7.5kmリレー  |
| 銀     | ベルンハルト・ジャーメスハウゼン ハンス＝ユルゲン・ゲルハルト                                           | ボブスレー             | 男子2人乗り        |
| 銀     | メリタ・ゾルマン                                                                                        | リュージュ             | 女子1人乗り        |
| 銅     | コンラート・ビンクラー                                                                                  | ノルディック複合       | 男子個人           |
| 銅     | シルビア・アルブレヒト                                                                                  | スピードスケート       | 女子1000m          |
| 銅     | ザビーネ・ベッカー                                                                                      | スピードスケート       | 女子1500m          |
| 銅     | マヌエラ・マガー ウーベ・ベーベルスドルフ                                                               | フィギュアスケート     | ペア               |
| 銅     | エバーハルト・ロッシュ                                                                                  | バイアスロン           | 男子20km           |
| 銅     | マインハルト・ネーマー ボグダン・ムジョル                                                               | ボブスレー             | 男子2人乗り        |
| 銅     | ホルスト・シェーナウ ローラント・ヴェツィヒ デトレフ・リヒター アンドレアス・キルヒナー                 | ボブスレー             | 男子4人乗り        |